# Pinacoteca di Dachau
La Pinacoteca di Dachau (in tedesco Gemäldegalerie Dachau) si trova nell'omonimo comune del circondario di Dachau nella Baviera, Germania. Il museo ha sede in un edificio storico del XVIII secolo (monumento del patrimonio culturale bavarese), è stato fondato nel 1908 ed è noto come il museo della Colonia di artisti di Dachau.

## Storia

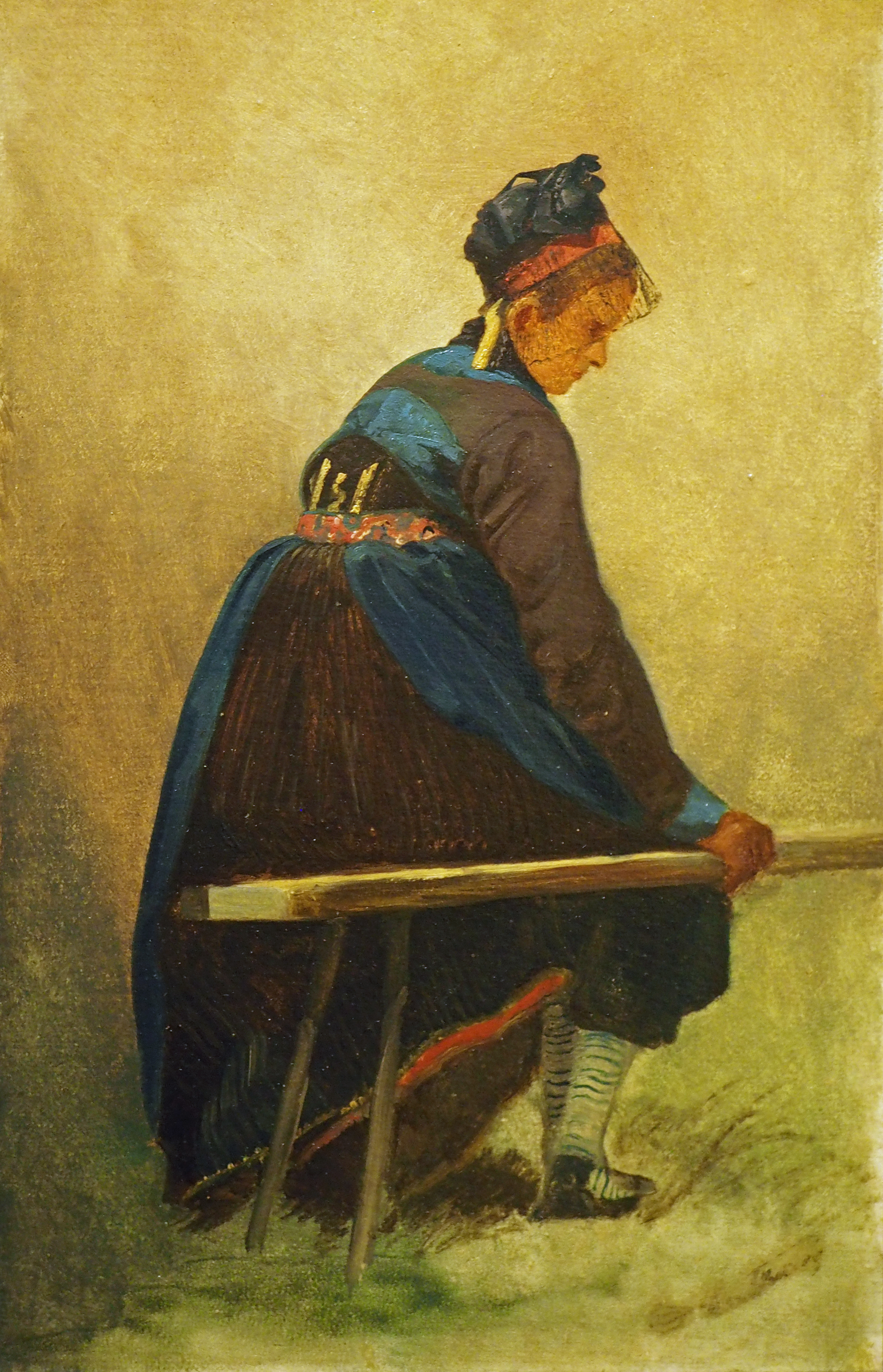
Donna di Dachau seduta su una panchina, dipinto conservato nella pinacoteca

Gli artisti e l'associazione museale di Dachau permisero l'apertura della prima pinacoteca nel castello cittadino nel 1908. La collezione in seguito ha subito modifiche andando in parte a confluire nella dotazione del museo regionale ma la parte riguardante in particolare le opere pittoriche e paesaggistiche hanno trovato sede, dal 1985, nel cuore del centro storico in un edificio monumento del patrimonio culturale bavarese. L'Associazione Gallerie e Musei di Dachau ne ha assunto la gestione nel 1988 e con la ristrutturazione del 2005 la pinacoteca è stata dotata di una moderna area espositiva speciale. Il nucleo principale della collezione si deve alle opere realizzato dai pittori arrivati in città intorno alla metà del XIX secolo che fecero nascere la colonia di artisti inizialmente formata da un piccolo piccolo gruppo ai quali appartennero Adolf Hölzel, Ludwig Dill e Arthur Langhammer. Questi fecero conoscere Dachau a livello prima nazionale, nel 1898 con una mostra a Berlino, poi internazionale. Le loro idee artistiche contribuirono alla pittura astratta e gettarono le basi per ll'arte moderna del secolo successivo. Lo scoppio della prima guerra mondiale fece bruscamente finire questo momento culturale che lasciò il segno non solo a Dachau.

## Descrizione
La pinacoteca, che ha sede in un palazzo storico, si trova si trova a Dachau, comune della Baviera, Germania. Raccoglie nelle sue sale l'esposizione permanente sulla colonia di artisti di Dachau che raggiunse il periodo di massimo splendore intorno al 1900 ed è la più importante collezione di quadri naturalistici che gli artisti paesaggisti hanno creato nel territorio a sud di Monaco. Comprende circa 200 tele e alcune sculture che documentano lo sviluppo della pittura di paesaggio a Dachau dagli inizi fino al XX secolo. Le sale si trovano al primo piano ed espongono immagini della città di mercato di Dachau e del suo suggestivo paesaggio chiamato Dachauer Moos. Oltre all'esposizione permanente il museo ospita ed ha ospitato molte mostre temporanee.